# 克魯季別列格 (尼科波爾區)
47°52′0″N 34°8′5″E / 47.86667°N 34.13472°E
克魯蒂貝雷赫（烏克蘭語：Крутий Берег），是位於烏克蘭中部的村落，隸屬第聶伯羅彼得羅夫斯克州的尼科波爾區。該村處於巴扎夫盧克河右岸，距離舍夫琴科韋和伊萬尼夫卡1公里，海拔高度48米，2001年人口99。